# Borgaberget, Ronneby kommun
Borgaberget (namnformerna Borgarberget och Borgareberget förekommer också) är en fornborg belägen vid Levalunda i Edestads socken i Ronneby kommun. Fornborgen är en tillflykt och försvarsborg belägen på ett stort klippblock. 
Fornborgen är omkring 100 gånger 50 meter i nord-sydlig riktning. Den består av ett stort klippblock som i söder, öster, väster och nordväst begränsas av höga stup samt i nord och nordöst av svårtillgängliga sluttningar. Ovanför sluttningarna är en vinklad stenvall. Vid den tänkta ingången av borgen ligger det nedrasade stenar. Väster om berget ligger Halsjön som innan den sänktes nådde ända fram till bergskanten. 
Norr om fornborgen är en uppröjd åkerlycka, vilken begränsad av en 1 - 1,5 m bred och 0,5 m hög stenmur, i väster finns en terrass med röjningssten. Man kan förmoda att de som använde borgen tillhörde området som omfattar dagens byar, Levalunda, Gärestad, Binga, Anglemåla och kanske även Påtorp. Inte långt från denna plats ligger fornborgen Hästhagen.

## Muntlig tradition
Det finns berättelser och sägner bland de boende i området om att det bor ett troll i berget.. Trollet tros vakta över en guldvagn som står inne i berget bakom en dold dörr. På södra sidan av berget skall det alltid ligga blommor.[källa behövs]